# Grogol (Limo)
Grogol is een bestuurslaag in het regentschap Depok van de provincie West-Java, Indonesië. Grogol telt 22.893 inwoners (volkstelling 2010).